# Scopula aspiciens
Scopula aspiciens là một loài bướm đêm trong họ Geometridae.